# Мићо Ловрић
Мићо Ловрић (Цвијановић Брдо, код Слуња, 6. март 1926 — Београд, 8. октобар 2020) био је учесник Народноослободилачке борбе, професор Универзитета, спортски радник, пуковник ЈНА и публициста.

## Биографија
Рођен је 6. марта 1926. у селу Цвијановића Брду, код Слуња, на Кордуну.
У току Другог светског рата био је учесник Народноослободилачког рата и борац Осме кордунашке дивизије.
Након рата је ванредно завршио осам разреда гимназије и потом ванредно студирао на Одсеку на социологију Филозофског факултета. Завршио је све официрске једнородовске војне школе при Југословенској народној армији (ЈНА) у трајању од шест година. Пуних 17 година радио је као професор у Центру високих војних школа ЈНА. Потом је три године радио као професор на Одсеку друштвених наука на Природно-математичком факултету у Београду.
Године 1963. унапређен је у чин пуковника ЈНА. Бавио се научно-истраживачким радом. Написао је два уџбеника, два зборника, један приручник, неколико студија и стручних расправа из војних области. Био је сарадник приликом издавања Војне енциклопедије.
Спортом се активно бавио од 1945. године. Био је дугогодишњи друштвени радник у спортским организацијама, а од 28. фебруара 1967. до 14. јануара 1971. био је председник Фудбалског клуба „Партизан”.
Преминуо је 8. октобра 2020. године у Београду. Сахрањен је на Новом гробљу у Београду.

## Литерарни рад
Бавио се публицистичким радом и објавио је следеће књиге:
- Човек — основни чинилац оружане борбе и отпора, 1978. (коауторство са Николом Антићем и Мило Бошковић)
- Освојена слобода, 2005.
- Ћаница — јунак и народни трибун легендарног Кордуна, 2006.
- САД монструозни планетарни злочинац, 2008.
- Кордунашка трагедија у двадесетом веку, 2011.